# أحب كرهي لك
أحبّ كرهي لك (بالكورية: 연애대전) هو مسلسل ويب كوري جنوبي، من بطولة كيم اوك فين، تيو-يوو، كيم جي هون، وجو وون هي. يحكي قصة رجل وامرأة يكرهان بعضهما البعض مثل الأعداء قبل الوقوع في الحب. تم اصداره على نتفليكس في 10 فبراير 2023.

## مقدمة
دراما كوميديا رومانسيه حول امرأة تكره الخسارة امام رجل، ورجل لايثق في النساء، فيصبح الحب كالحرب بالنسبة لهما. يجد الرجل فيما بعد علاج الحياة وراء صفاتها المعاكسة. كما يوجد خط رفيع بين الحب والكراهية.

## طاقم
- كيم اوك فين في دور ليو مي-ران[10]

محامٍية جديدة في شركة جيلمو للمحاماة.
- تيو يوو في دور نام كانغ-هوه[11]

الممثل الأعلى في كوريا
- كيم جي هون في دور دو وون جون
- غو وون هي في دور شين نا-اون[12]

زميلة منزل وصديقة مقربة لـ يو مي-ران
- لي سو-بين في دور اوه سي-نا[13]
- كيم سونج ريونغ[14]
- سونغ جي-وو في دور هوانغ جي-يي[15]

ممثلة تعمل مع نام كانغ هو.

## الإنتاج
في 4 نوفمبر 2021، أعلنت نتفليكس عن مسلسلها الجديد الأصلي «أحب كرهي لك» بجانب الإعلان ان كيم اوك بين بدور يو مي ران. المسلسل من إخراج كيم جونغ كوون مخرج أفلام بارز وقد سبق له العمل مسلسل أكاذيب مغلفة (2020). وتأليف تشوي سو يونغ التي شاركت في كتابة مسلسل السيدة العزباء الماكرة (2014)، وكتبت مسلسل (جميلة جانغنام). وإنتاج من قبل فريق معمل بنج التابع لقسم الدراما إس بي إس. في 15 نوفمبر 2021، انضمت غوو وون هي إلى فريق التمثيل.

### التصوير
في 23 يناير 2022، نشرت كيم سونج ريونغ صورًا من موقع تصوير المسلسل على حسابها على انستغرام.

## روابط خارجية
- أحب كرهي لك على موقع IMDb (الإنجليزية)
- أحب كرهي لك على موقع روتن توميتوز (الإنجليزية)
- أحب كرهي لك على موقع نتفليكس (الإنجليزية)
- أحب كرهي لك على موقع فيلمافينيتي (الإسبانية)
- أحب كرهي لك على موقع قاعدة بيانات الفيلم (الإنجليزية)
- أحب كرهي لك على هانسينما